# اسکار ریوتیسفارد
اسکار ریوتیسفارد (انگلیسی: Oscar Reutersvärd؛ ۲۹ نوامبر ۱۹۱۵ – ۲ فوریهٔ ۲۰۰۲) هنرمند، نقاش، و مجسمه‌ساز اهل سوئد بود.